# 村上一雄
村上 一雄（むらかみ かずお、1911年3月15日 - 没年不明）は、日本の柔道家（講道館8段）。
柔道の両輪である立技・寝技のどちらも極め、更に立技では左右両組みで変幻自在の技を会得して、武道家として最も理想とする形を完成させた昭和初期を代表する柔道家の1人であった。戦前の日本選士権大会には4度出場し、1936年から38年にかけて大会史上初の3連覇を果たしている。

## 経歴
1911年、福岡県久留米市に生まれる。15歳の時に地元の天野紋吉が主宰する講武館道場に入門し、その後は八女郡の大明館道場で堤米次に師事した。1929年、18歳の時に上京して講道館で本格的に柔道修行を始めると僅か1ヵ月後には初段を許され、2段となった1931年10月には第2回全日本選士権大会に初出場を果たした。この大会での上位進出はならなかったが、翌32年7月には3段位に列せられた。
1933年には地元・福岡県の警察官となり、ここで武道専門学校出身の荒井一三（のち9段）の指導を仰ぎ、猛稽古の果てに己の柔道を磨き上げた。村上は左右どちらの組み手でも同等に投技が利くよう工夫し、試合で相手が右組みなら自分も右組み、相手が左組みならば自分も左組みという具合に自在に組んで戦う事ができた。また寝技にも長じ、相手の寝技への誘いにも逃げる事なく堂々と応じた。寝ても良し立っても良し、さらに立っては左右組みどちらでも良しという、柔道の理想を体現した数少ない1人だったという。

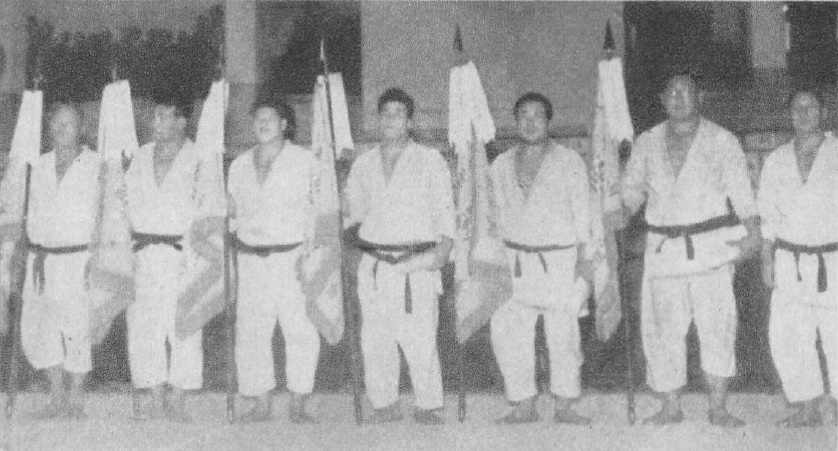
第7回全日本選士権大会の優勝者たち
（右から3人目が村上）

1936年11月の第6回全日本選士権大会に3段位で一般壮年前期の部で出場すると、初戦で山口の高橋三郎4段を左足払で一閃、続く準決勝戦で北海道の芝田久雄3段を右の払腰に沈め、決勝戦では蟹挟の名手として世に知られた愛知の田代文衛5段と相対した。この試合で村上は、田代の蟹挟に苦しめられ右足の膝を負傷するが、痛む膝に自転車のチューブを巻いて試合を続行し、最後は左の体落で一本勝を収めて選士権獲得の栄冠を得た。
1937年10月の第7回全日本選士権大会には5段位で一般壮年前期の部に出場すると、初戦で福島の山崎孝治5段に左の体落、準決勝戦は東京の遊田常義5段に右の大外刈でそれぞれ一本勝し、決勝戦では大連の山口利雄5段を相手に試合を有利に進めて優勢勝を収め、大会2連覇を果たした。全日本選士権大会において同一カテゴリでの連覇は、専門壮年前期の部で第2回・第3回大会を制した牛島辰熊、同後期の部で第5回・第6回大会を制した山本正信、一般壮年前期の部で第4回・第5回大会を制した中島正行、同成年後期の部で第5回・第6回大会を制した山口宇吉に次ぐ、5人目の快挙であった。
| 段位 | 年月日        | 年齢 |
| ---- | ------------- | ---- |
| 入門 | 1929年12月2日 | 18歳 |
| 初段 | 1930年1月12日 | 18歳 |
| 2段  | 1931年7月18日 | 20歳 |
| 3段  | 1932年7月20日 | 21歳 |
| 4段  | -             |      |
| 5段  | 1937年6月2日  | 26歳 |
| 6段  | 1939年6月15日 | 28歳 |
| 7段  | 1945年5月4日  | 34歳 |
| 8段  | 1961年5月2日  | 50歳 |

1938年10月の第8回全日本選士権大会にも一般壮年前期の部で出場し、初戦で満洲の大関寛5段に右の払腰で畳を背負わせ、続く準決勝戦では東京の姿節雄5段を寝技の攻防の末に最後は腕緘で極め、決勝戦では長野の宮島竜治4段を右の体落で降して、大会史上初となる3連覇を達成した。一般選士の部ながらオール一本勝という圧倒的な実力差を見せつけての偉業であり、この記録は、専門壮年前期の部での第7回・第8回大会および実質的なその後継カテゴリとなる専門選士の部で第9回大会を制し大会3連覇を果たした柔道王・木村政彦と共に、大会史上に残る金字塔となった。
6段位となって迎えた1941年4月の第10回日本選士権大会では、初めて専門選士として出場する事となっており健闘が期待されたが、事情により止む無く大会を棄権をした。
翌42年10月の第13回明治神宮国民錬成大会には一般の部（個人）に出場したが、決勝戦で富山の畔田与秋を相手に優勢で敗れ、準優勝で大会を終えている。
1960年に福岡市南区大橋に私設道場となる九州柔道館を設立し、以後は数多の門人の育成・指導に当たった。
しかし戦後の柔道に対してはかなり批判的で、「本来、柔道とは技で勝負するもので、体の小さい者が大きい者に勝つのも技である」「最近の柔道選手には足技が少なく、選手の技の研究が不足していて同じ技のみに頼り過ぎで、次の試合では技を変えて勝負できるよう技の研究をすべき」と説き、また柔道界の運営についても「審判規定が煩雑で一般の観衆に判りにくく、柔道への関心が薄れているのではないか」と警鐘を鳴らしていた。
身長169.7cm・体重90kgの体躯で、左組みからの体落や払腰、右組みからの大外刈、払腰、払釣込足といった技を変幻自在に使いこなし、寝ても横四方固や崩袈裟固を得手とする万能型選手だった村上。現役時代の活躍や柔道界への貢献から、1961年には講道館より8段位を許された。柔道評論家のくろだたけしは後に、戦前に称された“柔道王国・福岡”を代表する選手の1人として、島井安之助や田中末吉、松本安市ら往年の名選手と共に村上の名を挙げている。